# Ugjen Wangchuck
Ugjen Wangchuck (także: Deb Nagpo) (Dżongkha: ཨོ་རྒྱན་དབང་ཕྱུག, ur. w 1861, zm. w 1926) – pierwszy król Bhutanu; panował od 1907 do 1926. Był popierany przez Brytyjczyków. Przyjął on tytuł druk gyalpo (w języku dżongkha „król smoka”).

## Odznaczenia[2]
- Medal Delhi Durbar (1911)
- Order of the Star of India (1911)
- Order Cesarstwa Indyjskiego (1921)